# فهرست شهرهای کره جنوبی
بزرگ‌ترین شهرهای کره جنوبی دارای وضعیت خودمختاری معادل استان‌ها هستند. سئول، بزرگ‌ترین شهر و پایتخت کره جنوبی به عنوان یک «توکبیول–شی (شهر ویژه)» طبقه‌بندی می‌شود، در حالی که شش شهر بزرگ بعدی به عنوان «گوانگیوک–شی (شهرهای کلان‌شهری)» طبقه‌بندی می‌شوند. شهرهای کوچکتر به عنوان «شی (شهر)» طبقه‌بندی می‌شوند و تحت صلاحیت استانی، در همان سطح شهرستان‌ها قرار دارند.

(특별시، توکبیول–شی)
(특별자치시، توکبیولجاچی–شی)(광역시، گوانگیوک–شی)
(대도시، ته‌دو–شی)
(행정시، هنگجونگ–شی)(시، شی)

## وضعیت شهر
ماده ۱۰ قانون خودمختاری محلی، معیارهایی را تعریف می‌کند که تحت آنها یک منطقه پرجمعیت می‌تواند به شهر تبدیل شود: منطقه‌ای که عمدتاً شهری است و حداقل ۵۰٬۰۰۰ نفر جمعیت دارد؛ منطقه‌ای که دارای یک منطقه شهری با حداقل ۵۰٬۰۰۰ نفر جمعیت است؛ یا منطقه‌ای که در مجموع حداقل ۱۵۰٬۰۰۰ نفر جمعیت دارد و چندین منطقه شهری که هر کدام حداقل ۲۰٬۰۰۰ نفر جمعیت دارند. مواردی که خارج از این استانداردها باشند، نیازمند قانون‌گذاری خاص هستند، مانند لایحه ویژه مجلس ملی کره جنوبی برای تعیین گیریونگ به عنوان یک شهر.[نیازمند یادکرد]
طبق ماده ۳ قانون خودمختاری محلی، شهری با جمعیت کمتر از ۵۰۰٬۰۰۰ نفر می‌تواند تقسیمات اداری را به شکل «دونگ (محله)» در منطقه شهری خود و «اوپ (شهرک)» یا «میون (شهرک)» در منطقه روستایی خود ایجاد کند، در حالی که شهری با جمعیت بیش از ۵۰۰٬۰۰۰ نفر می‌تواند تقسیمات اداری را به شکل «گو (ناحیه)» غیر خودمختار ایجاد کند.

## طبقه‌بندی شهرهای بزرگ شهری
دولت ملی می‌تواند شهرهایی با حداقل ۵۰۰٬۰۰۰ نفر جمعیت را به عنوان شهرهای دارای وضعیت ویژه تعیین کند. این وضعیت، دامنه اختیارات اداری تفویض شده از دولت استانی به دولت شهر را گسترش می‌دهد. هیچ استاندارد قانونی برای تبدیل شدن به کلان‌شهر وجود ندارد، اما معمولاً زمانی که جمعیت نزدیک به ۱٫۰۰۰٫۰۰۰ نفر بشود، شهر به یک کلان‌شهر ارتقا می‌یابد. با این حال، چهار شهر سوون، چانگوون، گویانگ و یونگین وجود دارند که جمعیتی بیش از ۱ میلیون نفر دارند اما به کلان‌شهر تبدیل نشده‌اند و ارتقاء بیشتری وجود ندارد.[نیازمند یادکرد]

### شهر بزرگ
شهر بزرگ، شهری (غیر از شهر ویژه یا کلان‌شهر) است که جمعیتی بیش از ۵۰۰٫۰۰۰ نفر دارد و طبق دستور دولت ملی طبق ماده ۱۹۸ قانون خودمختاری محلی تعیین شده است. شهرهای بزرگ شهری این اختیار را دارند که خود را به مناطق غیر خودمختار (کره‌ای: 일반구; هانجا: 般區) تقسیم کنند. با این حال، برخی از شهرهای بزرگ شهری مانند بوچون، گیمهه، هواسونگ یا نامیانگجو تصمیم گرفته‌اند که خود را به بخش‌هایی تقسیم نکنند. در حال حاضر، کره جنوبی در مجموع ۱۷ شهر بزرگ دارد. «شهر خاص» (کره‌ای: 특정시; هانجا: 特定市) یک اصطلاح غیررسمی برای شهر بزرگ با وضعیت شهرداری است.[نیازمند یادکرد]
شهر ججو به دلیل وضعیت قانونی آن به عنوان یک شهر اداری نمی‌تواند طبق قانون خودمختاری محلی به عنوان «شهر بزرگ» تعیین شود، با وجود اینکه جمعیت تخمینی آن تا سال ۲۰۲۲ بیش از ۵۰۰٫۰۰۰ نفر بوده است. تعیین «شهر اداری» توسط قانونی ایجاد شد که وضعیت خودگردانی ویژه را به استان ججو اعطا کرد. این قانون به‌طور خاص بیان می‌کند که قانون خودمختاری محلی در مورد شهرهای اداری اعمال نمی‌شود. به این ترتیب، شهر ججو از خودمختاری ویژه برخوردار نیست و فقط از همان اختیارات قانونی شهر بسیار کوچکتر سوگویپو برخوردار است. مقامات اداری شهر ججو در تلاشند تا دامنه اختیارات اداری تفویض شده از دولت استانی به دولت شهر را گسترش دهند.

### شهر با وضعیت ویژه
شهر با وضعیت ویژه، زیرمجموعه‌ای از شهر بزرگ شهری است که جمعیتی بیش از ۱٬۵۰۰٬۰۰۰ نفر دارد.

## فهرست
- یادداشت‌ها

نام «سئول» از هانجا ریشه نمی‌گیرد. ترجمه رسمی چینی آن به صورت «首爾/首尔» نوشته می‌شود که رونویسی بر اساس تلفظ «سئول» در گونه ماندارین زبان چینی است و بنابراین هانجای زبان کره‌ای نیست. در اسناد قدیمی چینی، از «漢城/汉城» استفاده شده است. از کاراکتر گیونگ (京) به عنوان یک پسوند یا اختصار که به معنی «پایتخت» است، استفاده شده است.
- سئول در ۱۶ اوت ۱۹۴۶ به عنوان «شهر مستقل ویژه» (توکبیول-جایوسی؛ استان چینی) جدا از استان گیونگگی تعیین شد؛ و در ۱۵ اوت ۱۹۴۶ به «شهر ویژه» تبدیل شد.

| نام | نام               | کره‌ای      | کره‌ای      | شمار |
| نام | نام               | هانگول     | هانجا      | شمار |
| --- | ----------------- | ---------- | ---------- | ---- |
|     | شهر ویژه          | 특별시     | 特別市     | ۱    |
|     | شهر خودگردان ویژه | 특별자치시 | 特別自治市 | ۱    |
|     | کلان‌شهر           | 광역시     | 廣域市     | ۶    |
|     |                   |            |            |      |
|     | شهر بزرگ          | 대도시     | 大都市     | ۱۷   |
|     | شهر اداری         | 행정시     | 行政市     | ۲    |
|     | شهر               | 시         | 市         | ۶۰   |

| شهر                 | هانگول         | هانجا          | استان                     | جمعیت (۲۰۱۷) | مساحت   | تراکم   | بنیانگذاری |
| ------------------- | -------------- | -------------- | ------------------------- | ------------ | ------- | ------- | ---------- |
| آندونگ              | 안동시         | 安東市         | گیونگسانگ شمالی           | ۱۶۸٬۲۲۶      | ۱۵۲۱٫۲۶ | ۱۱۰٫۶   | ۱۹۶۳-۰۱-۰۱ |
| آنسان               | 안산시         | 安山市         | گیونگگی                   | ۶۸۹٬۳۲۶      | ۱۴۹٫۰۶  | ۴۶۲۴٫۵  | ۱۹۸۶-۰۱-۰۱ |
| آنسونگ              | 안성시         | 安城市         | گیونگگی                   | ۱۸۲٬۷۸۴      | ۵۵۳٫۴۷  | ۳۳۰٫۳   | ۱۹۹۸-۰۴-۰۱ |
| آنیانگ              | 안양시         | 安養市         | گیونگگی                   | ۵۹۸٬۳۹۲      | ۵۸٫۴۶   | ۱۰۲۳۵٫۹ | ۱۹۷۳-۰۷-۰۱ |
| آسان                | 아산시         | 牙山市         | چونگچونگ جنوبی            | ۳۰۳٬۰۴۳      | ۵۴۲٫۱۵  | ۵۵۹٫۰   | ۱۹۸۶-۰۱-۰۱ |
| بوریونگ             | 보령시         | 保寧市         | چونگچونگ جنوبی            | ۱۰۳٬۶۲۰      | ۵۶۹٫۰۱  | ۱۸۲٫۱   | ۱۹۸۶-۰۱-۰۱ |
| بوچون               | 부천시         | 富川市         | گیونگگی                   | ۸۵۱٬۲۴۵      | ۵۳٫۴۰   | ۱۵۹۴۰٫۹ | ۱۹۷۳-۰۷-۰۱ |
| بوسان               | 부산광역시     | 釜山廣域市     | هیچ‌کدام                   | ۳٬۴۹۶٬۷۷۹    | ۷۶۵٫۹۴  | ۴۵۶۵٫۳  | ۱۹۶۳-۰۱-۰۱ |
| چانگوون             | 창원시         | 昌原市         | گیونگسانگ جنوبی           | ۱٬۰۶۳٬۱۱۶    | ۷۳۶٫۳۴  | ۱۴۴۳٫۸  | ۱۹۸۰-۰۴-۰۱ |
| چونان               | 천안시         | 天安市         | چونگچونگ جنوبی            | ۶۱۹٬۲۸۶      | ۶۳۶٫۲۲  | ۹۷۳٫۴   | ۱۹۶۳-۰۱-۰۱ |
| چُنگجو               | 청주시         | 淸州市         | چونگچونگ شمالی            | ۸۳۵٬۸۰۲      | ۱۵۳٫۴۵  | ۵۴۴۶٫۷  | ۱۹۴۹-۰۸-۱۵ |
| چونچون              | 춘천시         | 春川市         | استان گانگوون             | ۲۸۰٬۵۶۵      | ۱۱۱۶٫۳۵ | ۲۵۱٫۳   | ۱۹۴۹-۰۸-۱۵ |
| چونگجو              | 충주시         | 忠州市         | چونگچونگ شمالی            | ۲۰۸٬۲۸۸      | ۹۸۳٫۷۰  | ۲۱۱٫۷   | ۱۹۵۶-۰۷-۰۸ |
| ته‌گو                | 대구광역시     | 大邱廣域市     | هیچ‌کدام                   | ۲٬۴۸۴٬۶۸۸    | ۸۸۵٫۶۰  | ۲۸۰۵٫۷  | ۱۹۸۱-۰۷-۰۱ |
| ته‌جون               | 대전광역시     | 大田廣域市     | هیچ‌کدام                   | ۱٬۵۱۴٬۳۵۴    | ۵۳۹٫۸۶  | ۲۸۰۵٫۱  | ۱۹۸۹-۰۱-۰۱ |
| تانگجین             | 당진시         | 唐津市         | چونگچونگ جنوبی            | ۱۶۶٬۷۸۲      | ۶۹۴٫۰۸  | ۲۴۰٫۳   | ۲۰۱۲-۰۱-۰۱ |
| دونگدوچون           | 동두천시       | 東豆川市       | گیونگگی                   | ۹۸٬۰۶۲       | ۹۵٫۶۶   | ۱۰۲۵٫۱  | ۱۹۸۱-۰۷-۰۱ |
| دونگهه              | 동해시         | 東海市         | گانگوون                   | ۹۳٬۲۸۹       | ۱۸۰٫۱۷  | ۵۱۷٫۸   | ۱۹۸۰-۰۴-۰۱ |
| گانگنونگ            | 강릉시         | 江陵市         | گانگوون                   | ۲۱۳٬۷۴۷      | ۱۰۴۰٫۰۷ | ۲۰۵٫۵   | ۱۹۵۵-۰۹-۰۱ |
| گوجه                | 거제시         | 巨濟市         | گیونگسانگ جنوبی           | ۲۵۶٬۹۷۹      | ۴۰۱٫۶۱  | ۶۳۹٫۹   | ۱۹۸۹-۰۱-۰۱ |
| گیمچون              | 김천시         | 金泉市         | گیونگ‌سانگ شمالی           | ۱۴۲٬۲۷۷      | ۱۰۰۹٫۵۰ | ۱۴۰٫۹   | ۱۹۴۹-۰۸-۱۴ |
| گیمهه               | 김해시         | 金海市         | گیونگ‌سانگ جنوبی           | ۵۲۹٬۵۷۷      | ۴۶۳٫۲۸  | ۱۱۴۳٫۱  | ۱۹۸۱-۰۷-۰۱ |
| Gimje               | 김제시         | 金堤市         | جولا شمالی                | ۸۷٬۶۵۸       | ۵۴۴٫۹۹  | ۱۶۰٫۸   | ۱۹۸۹-۰۱-۰۱ |
| گیمپو               | 김포시         | 金浦市         | گیونگگی                   | ۳۶۴٬۸۰۸      | ۲۷۶٫۶۴  | ۱۳۱۸٫۷  | ۱۹۹۸-۰۴-۰۱ |
| گنگجو               | 공주시         | 公州市         | چونگچونگ جنوبی            | ۱۰۹٬۷۵۰      | ۹۴۰٫۳۶  | ۱۱۶٫۷   | ۱۹۸۶-۰۱-۰۱ |
| گویانگ              | 고양시         | 高陽市         | گیونگگی                   | ۱٬۰۴۰٬۶۴۸    | ۲۶۷٫۳۱  | ۳۸۹۳٫۰  | ۱۹۹۲-۰۲-۰۱ |
| گومی، کره جنوبی     | 구미시         | 龜尾市         | گیونگسانگ شمالی           | ۴۲۰٬۰۴۸      | ۶۱۵٫۵۲  | ۶۸۲٫۴   | ۱۹۷۸-۰۲-۱۵ |
| گانپو               | 군포시         | 軍浦市         | گیونگگی                   | ۲۸۴٬۷۳۵      | ۳۶٫۳۶   | ۷۸۳۱٫۰  | ۱۹۸۹-۰۱-۰۱ |
| گونسان              | 군산시         | 群山市         | جولا شمالی                | ۲۷۷٬۳۲۸      | ۶۷۵٫۳۸  | ۴۱۰٫۶   | ۱۹۴۹-۰۸-۱۵ |
| گوری (کره جنوبی)    | 구리시         | 九里市         | گیونگگی                   | ۱۹۴٬۲۹۸      | ۳۳٫۳۰   | ۵۸۳۴٫۸  | ۱۹۸۶-۰۱-۰۱ |
| گواچئون             | 과천시         | 果川市         | گیونگگی                   | ۶۲٬۹۲۹       | ۳۵٫۸۶   | ۱۷۵۴٫۹  | ۱۹۸۶-۰۱-۰۱ |
| گوانگجو             | 광주광역시     | 光州廣域市     | هیچ‌کدام                   | ۱٬۴۶۹٬۵۸۳    | ۵۰۱٫۲۶  | ۲۹۳۱٫۸  | ۱۹۸۶-۱۱-۰۱ |
| گوانگجو (گیونگ‌گی)   | 광주시         | 廣州市         | استان گیونگ‌گی             | ۳۲۸٬۹۴۰      | ۴۳۰٫۹۶  | ۷۶۳٫۳   | ۲۰۰۱-۰۳-۲۱ |
| گوانگ‌میونگ          | 광명시         | 光明市         | استان گیونگ‌گی             | ۳۳۹٬۰۷۱      | ۳۸٫۵۰   | ۸۸۰۷٫۰  | ۱۹۸۱-۰۷-۰۱ |
| گوانگیانگ           | 광양시         | 光陽市         | استان جولا جنوبی          | ۱۵۴٬۱۶۴      | ۴۵۳٫۸۴  | ۳۳۹٫۷   | ۱۹۸۹-۰۱-۰۱ |
| گیونگجو             | 경주시         | 慶州市         | استان گیونگ‌سانگ شمالی     | ۲۵۹٬۲۲۸      | ۱۳۲۴٫۳۹ | ۱۹۵٫۷   | ۱۹۵۵-۰۹-۰۱ |
| گیونگ‌سان            | 경산시         | 慶山市         | استان گیونگ‌سانگ شمالی     | ۲۵۷٬۹۰۲      | ۴۱۱٫۷۰  | ۶۲۶٫۴   | ۱۹۸۹-۰۱-۰۱ |
| گیریونگ             | 계룡시         | 鷄龍市         | استان چونگچونگ جنوبی      | ۴۲٬۷۳۷       | ۶۰٫۷۴   | ۷۰۳٫۶   | ۲۰۰۳-۰۹-۱۹ |
| هانام               | 하남시         | 河南市         | استان گیونگ‌گی             | ۲۱۳٬۰۲۸      | ۹۳٫۰۷   | ۲۲۸۸٫۹  | ۱۹۸۹-۰۱-۰۱ |
| هواسونگ، گیونگ‌گی    | 화성시         | 華城市         | استان گیونگ‌گی             | ۶۴۴٬۴۹۸      | ۶۸۷٫۵۴  | ۹۳۷٫۴   | ۲۰۰۱-۰۳-۲۱ |
| ایچئون              | 이천시         | 利川市         | استان گیونگ‌گی             | ۲۱۰٬۵۶۵      | ۵۳۱٫۰۹  | ۳۹۶٫۵   | ۱۹۹۶-۰۳-۰۱ |
| ایکسان              | 익산시         | 益山市         | استان جولا شمالی          | ۳۰۱٬۰۶۱      | ۵۰۶٫۷۰  | ۵۹۴٫۲   | ۱۹۴۹-۰۸-۱۵ |
| اینچون              | 인천광역시     | 仁川廣域市     | none                      | ۲٬۹۴۴٬۰۰۹    | ۱۰۳۲٫۴۱ | ۲۸۵۱٫۶  | ۱۹۸۱-۰۷-۰۱ |
| جه‌چون               | 제천시         | 堤川市         | استان چونگچونگ شمالی      | ۱۳۶٬۳۸۹      | ۸۸۳٫۰۹  | ۱۵۴٫۴   | ۱۹۸۰-۰۴-۰۱ |
| جونگوپ              | 정읍시         | 井邑市         | استان جولا شمالی          | ۱۱۵٬۰۸۳      | ۶۹۲٫۹۳  | ۱۶۶٫۱   | ۱۹۸۱-۰۷-۰۱ |
| جونجو               | 전주시         | 全州市         | استان جولا شمالی          | ۶۵۲٬۲۳۴      | ۲۰۶٫۲۲  | ۳۱۶۲٫۸  | ۱۹۴۹-۰۸-۱۵ |
| ججو                 | 제주시         | 濟州市         | استان ججو                 | ۴۷۰٬۹۵۷      | ۹۷۷٫۸۰  | ۴۸۱٫۶   | ۱۹۵۵-۰۹-۰۱ |
| جینجو (کره جنوبی)   | 진주시         | 晋州市         | استان گیونگ‌سانگ جنوبی     | ۳۴۷٬۰۵۶      | ۷۱۲٫۶۲  | ۴۸۷٫۰   | ۱۹۴۹-۰۸-۱۵ |
| Naju                | 나주시         | 羅州市         | استان جولا جنوبی          | ۱۰۵٬۰۸۰      | ۱۷۲٫۸   | ۶۰۸٫۱۵  | ۱۹۸۱-۰۷-۰۱ |
| نامیانگجو           | 남양주시       | 南楊州市       | استان گیونگ‌گی             | ۶۶۲٬۱۸۳      | ۴۵۸٫۵۴  | ۱۴۴۴٫۱  | ۱۹۸۹-۰۱-۰۱ |
| ناموون              | 남원시         | 南原市         | استان جولا شمالی          | ۸۴٬۱۴۰       | ۷۵۲٫۵۰  | ۱۱۱٫۸   | ۱۹۸۱-۰۷-۰۱ |
| ننسان               | 논산시         | 論山市         | استان چونگچونگ جنوبی      | ۱۲۳٬۰۹۴      | ۵۵۴٫۸۵  | ۲۲۱٫۹   | ۱۹۹۶-۰۳-۰۱ |
| میریانگ             | 밀양시         | 密陽市         | استان گیونگ‌سانگ جنوبی     | ۱۰۸٬۳۲۲      | ۷۹۹٫۰۱  | ۱۳۵٫۶   | ۱۹۸۹-۰۱-۰۱ |
| موکپو               | 목포시         | 木浦市         | استان جولا جنوبی          | ۲۳۷٬۴۶۴      | ۵۰٫۰۸   | ۴۷۴۱٫۷  | ۱۹۴۹-۰۸-۱۵ |
| مون‌گیونگ            | 문경시         | 聞慶市         | استان گیونگ‌سانگ شمالی     | ۷۴٬۵۵۵       | ۹۱۱٫۱۷  | ۸۱٫۸    | ۱۹۸۶-۰۱-۰۱ |
| اوسان               | 오산시         | 烏山市         | استان گیونگ‌گی             | ۲۰۸٬۸۷۳      | ۴۲٫۷۶   | ۴۸۸۴٫۸  | ۱۹۸۹-۰۱-۰۱ |
| پاجو                | 파주시         | 坡州市         | استان گیونگ‌گی             | ۴۳۱٬۰۳۵      | ۶۷۲٫۵۷  | ۶۴۰٫۹   | ۱۹۹۶-۰۳-۰۱ |
| پوچون               | 포천시         | 抱川市         | استان گیونگ‌گی             | ۱۵۴٬۳۸۱      | ۸۲۶٫۵۰  | ۱۸۶٫۸   | ۲۰۰۳-۱۰-۱۹ |
| پوهانگ              | 포항시         | 浦項市         | استان گیونگ‌سانگ شمالی     | ۵۱۶٬۴۹۷      | ۱۱۲۸٫۷۶ | ۴۵۷٫۶   | ۱۹۴۹-۰۸-۱۴ |
| پیونگتک             | 평택시         | 平澤市         | استان گیونگ‌گی             | ۴۷۲٬۱۴۱      | ۴۵۴٫۶۲  | ۱۰۳۸٫۵  | ۱۹۸۶-۰۱-۰۱ |
| ساچون (کره جنوبی)   | 사천시         | 泗川市         | استان گیونگ‌سانگ جنوبی     | ۱۱۴٬۸۵۴      | ۳۹۸٫۲۵  | ۲۸۸٫۴   | ۱۹۵۶-۰۷-۰۸ |
| سانگجو              | 상주시         | 尙州市         | استان گیونگ‌سانگ شمالی     | ۱۰۱٬۷۲۹      | ۱۲۵۴٫۸۳ | ۸۱٫۱    | ۱۹۸۶-۰۱-۰۱ |
| سامچوک              | 삼척시         | 三陟市         | استان گانگوون (کره جنوبی) | ۷۰٬۱۲۰       | ۱۱۸۵٫۸۶ | ۵۹٫۱    | ۱۹۸۶-۰۱-۰۱ |
| سجونگ (کره جنوبی)   | 세종특별자치시 | 世宗特別自治市 | none                      | ۲۴۴٬۹۳۹      | ۴۶۵٫۲۳  | ۵۲۶٫۵   | ۲۰۱۲-۰۷-۰۱ |
| سوگویپو             | 서귀포시       | 西歸浦市       | استان ججو                 | ۱۷۱٬۴۳۱      | ۸۷۰٫۸۷  | ۱۹۶٫۹   | ۱۹۸۱-۰۷-۰۱ |
| سونگنام             | 성남시         | 城南市         | استان گیونگ‌گی             | ۹۷۴٬۷۵۵      | ۱۴۱٫۸۲  | ۶۸۷۳٫۲  | ۱۹۷۳-۰۷-۰۱ |
| سوسان (شهر)         | 서산시         | 瑞山市         | استان چونگچونگ جنوبی      | ۱۷۰٬۸۱۰      | ۷۴۰٫۶۶  | ۲۳۰٫۶   | ۱۹۸۹-۰۱-۰۱ |
| سئول                | 서울특별시     | 서울特別市     | none                      | ۹٬۹۳۰٬۴۷۸    | ۶۰۵٫۲۷  | ۱۶۴۰۶٫۷ | ۱۹۴۶-۰۸-۱۶ |
| شیهونگ              | 시흥시         | 始興市         | استان گیونگ‌گی             | ۴۰۳٬۳۹۸      | ۱۳۵٫۰۲  | ۲۹۸۷٫۷  | ۱۹۸۹-۰۱-۰۱ |
| سوکچو               | 속초시         | 束草市         | استان گانگوون (کره جنوبی) | ۸۱٬۷۹۷       | ۱۰۵٫۰۰  | ۷۷۹٫۰   | ۱۹۶۳-۰۱-۰۱ |
| سونچون (جولا جنوبی) | 순천시         | 順天市         | استان جولا جنوبی          | ۲۷۹٬۵۴۰      | ۹۰۷٫۴۱  | ۳۰۸٫۱   | ۱۹۴۹-۰۸-۱۴ |
| سوون (شهر)          | 수원시         | 水原市         | استان گیونگ‌گی             | ۱٬۱۹۴٬۲۷۶    | ۱۲۱٫۰۹  | ۹۸۶۲٫۷  | ۱۹۴۹-۰۸-۱۴ |
| ته‌بک                | 태백시         | 太白市         | استان گانگوون (کره جنوبی) | ۴۶٬۸۹۲       | ۳۰۳٫۵۷  | ۱۵۴٫۵   | ۱۹۸۱-۰۷-۰۱ |
| تونگ‌یونگ            | 통영시         | 統營市         | استان گیونگ‌سانگ جنوبی     | ۱۳۸٬۰۰۱      | ۲۳۸٫۸۵  | ۵۷۷٫۸   | ۱۹۵۵-۰۹-۰۱ |
| اویجونگبو           | 의정부시       | 議政府市       | استان گیونگ‌گی             | ۴۳۸٬۷۵۳      | ۸۱٫۵۹   | ۵۳۷۷٫۵  | ۱۹۶۳-۰۱-۰۱ |
| یی‌وانگ              | 의왕시         | 義王市         | استان گیونگ‌گی             | ۱۵۶٬۴۱۰      | ۵۴٫۰۰   | ۲۸۹۶٫۵  | ۱۹۸۹-۰۱-۰۱ |
| اولسان              | 울산광역시     | 蔚山廣域市     | none                      | ۱٬۱۱۷٬۶۵۶    | ۱۰۵۷٫۵۰ | ۱۰۵۶٫۹  | ۱۹۹۷-۰۷-۱۵ |
| وون‌جو               | 원주시         | 原州市         | استان گانگوون (کره جنوبی) | ۳۳۸٬۳۷۴      | ۸۷۲٫۵۶  | ۳۸۷٫۸   | ۱۹۵۵-۰۹-۰۱ |
| یانگجو              | 양주시         | 楊州市         | استان گیونگ‌گی             | ۲۰۵٬۹۷۷      | ۳۰۹٫۷۷  | ۶۶۴٫۹   | ۲۰۰۳-۱۰-۱۹ |
| یانگ‌سان             | 양산시         | 梁山市         | استان گیونگ‌سانگ جنوبی     | ۳۱۸٬۸۳۶      | ۴۸۵٫۱۸  | ۶۵۷٫۱   | ۱۹۹۶-۰۳-۰۱ |
| یوجو (کره جنوبی)    | 여주시         | 驪州市         | استان گیونگ‌گی             | ۱۱۱٬۵۵۸      | ۶۰۸٫۶۴  | ۱۸۳٫۳   | ۲۰۱۳-۰۹-۲۳ |
| یونگچئون            | 영천시         | 永川市         | استان گیونگ‌سانگ شمالی     | ۱۰۰٬۳۸۴      | ۹۲۰٫۲۹  | ۱۰۹٫۱   | ۱۹۸۱-۰۷-۰۱ |
| یونگجو              | 영주시         | 榮州市         | استان گیونگ‌سانگ شمالی     | ۱۰۹٬۲۸۱      | ۶۶۹٫۰۵  | ۱۶۳٫۳   | ۱۹۸۰-۰۴-۰۱ |
| یوسو                | 여수시         | 麗水市         | استان جولا جنوبی          | ۲۸۸٬۸۱۸      | ۵۰۱٫۲۷  | ۵۷۶٫۲   | ۱۹۴۹-۰۸-۱۴ |
| یونگین              | 용인시         | 龍仁市         | استان گیونگ‌گی             | ۹۹۱٬۶۲۲      | ۵۹۱٫۳۶  | ۱۶۷۶٫۸  | ۱۹۹۶-۰۳-۰۱ |

## شهرها بر اساس جمعیت
این فهرستی از شهرهای کره جنوبی بر اساس جمعیت است که شامل تقسیمات سطح استانی: شهر ویژه (특별시/特別市) و شهرهای کلان‌شهری (광역시/廣域市) و تقسیمات سطح شهری: شهرها (시/市) می‌شود. سایر تقسیمات سطح شهری: شهرستان‌ها (군/郡) که جمعیتی کمتر از ۵۰ هزار نفر دارند و مناطق (구/區) شامل نمی‌شوند. تمام داده‌های جمعیتی بر اساس سرشماری نفوس و مسکن کره جنوبی ۲۰۰۰–۲۰۲۰ است.
| رتبه | بخش                 | بخش                       | ۲۰۲۰      | ۲۰۱۵      | ۲۰۱۰      | ۲۰۰۵      | ۲۰۰۰      |
| ---- | ------------------- | ------------------------- | --------- | --------- | --------- | --------- | --------- |
| ۱    | سئول                | (شهر ویژه)                | ۹٬۵۸۶٬۱۹۵ | ۹٬۹۰۴٬۳۱۲ | ۹٬۶۳۱٬۴۸۲ | ۹٬۷۶۲٬۵۴۶ | ۹٬۸۵۳٬۹۷۲ |
| ۲    | بوسان               | (کلان‌شهر)                 | ۳٬۳۴۹٬۰۱۶ | ۳٬۴۴۸٬۷۳۷ | ۳٬۳۹۳٬۱۹۱ | ۳٬۵۱۲٬۵۴۷ | ۳٬۶۵۵٬۴۳۷ |
| ۳    | اینچون              | (کلان‌شهر)                 | ۲٬۹۴۵٬۴۵۴ | ۲٬۸۹۰٬۴۵۱ | ۲٬۶۳۲٬۰۳۵ | ۲٬۵۱۷٬۶۸۰ | ۲٬۴۶۶٬۳۳۸ |
| ۴    | ته‌گو                | (کلان‌شهر)                 | ۲٬۴۱۰٬۷۰۰ | ۲٬۴۶۶٬۰۵۲ | ۲٬۴۳۱٬۷۷۴ | ۲٬۴۵۶٬۰۱۶ | ۲٬۴۷۳٬۹۹۰ |
| ۵    | ته‌جون               | (کلان‌شهر)                 | ۱٬۴۸۸٬۴۳۵ | ۱٬۵۳۸٬۳۹۴ | ۱٬۴۹۰٬۱۵۸ | ۱٬۴۳۸٬۵۵۱ | ۱٬۳۶۵٬۹۶۱ |
| ۶    | گوانگجو             | (کلان‌شهر)                 | ۱٬۴۷۷٬۵۷۳ | ۱٬۵۰۲٬۸۸۱ | ۱٬۴۶۶٬۱۴۳ | ۱٬۴۱۳٬۶۴۴ | ۱٬۳۵۰٬۹۴۸ |
| ۷    | سوون                | گیونگگی                   | ۱٬۲۱۰٬۱۵۰ | ۱٬۱۹۴٬۳۱۳ | ۱٬۰۵۴٬۰۵۳ | ۱٬۰۳۹٬۲۳۳ | ۹۴۴٬۲۳۹   |
| ۸    | اولسان              | (کلان‌شهر)                 | ۱٬۱۳۵٬۴۲۳ | ۱٬۱۶۶٬۶۱۵ | ۱٬۰۷۱٬۶۷۳ | ۱٬۰۴۴٬۹۳۴ | ۱٬۰۱۲٬۱۱۰ |
| ۹    | یونگین              | گیونگگی                   | ۱٬۰۶۶٬۹۷۵ | ۹۷۱٬۳۲۷   | ۸۴۷٬۱۳۸   | ۶۸۶٬۸۴۲   | ۳۸۴٬۷۴۱   |
| ۱۰   | گویانگ              | گیونگگی                   | ۱٬۰۴۵٬۴۹۷ | ۹۹۰٬۰۷۳   | ۸۹۷٬۲۲۲   | ۸۶۴٬۴۰۲   | ۷۶۲٬۵۹۸   |
| ۱۱   | چانگوون             | گیونگسانگ جنوبی           | ۱٬۰۲۹٬۳۸۹ | ۱٬۰۵۹٬۲۴۱ | ۱٬۰۴۷٬۴۸۸ | ۱٬۰۷۵٬۳۲۶ | ۱٬۰۷۶٬۴۴۸ |
| ۱۲   | سونگنام             | گیونگگی                   | ۹۲۲٬۰۲۵   | ۹۴۸٬۷۵۷   | ۹۳۶٬۲۶۷   | ۹۳۱٬۰۱۹   | ۹۱۲٬۲۲۲   |
| ۱۳   | هواسونگ             | گیونگگی                   | ۸۸۰٬۸۵۹   | ۶۰۸٬۷۲۵   | ۴۷۴٬۱۶۰   | ۲۸۲٬۱۲۴   | ۱۸۵٬۹۷۹   |
| ۱۴   | چُنگجو               | چونگچونگ شمالی            | ۸۵۵٬۳۲۶   | ۸۳۳٬۲۷۶   | ۸۰۴٬۱۱۹   | ۷۵۲٬۷۶۸   | ۷۰۱٬۲۵۶   |
| ۱۵   | بوچون               | گیونگگی                   | ۸۳۳٬۱۴۸   | ۸۴۳٬۷۹۴   | ۸۴۲٬۴۸۲   | ۸۳۳٬۹۳۱   | ۷۵۷٬۸۳۲   |
| ۱۶   | آسان                | گیونگگی                   | ۷۱۷٬۳۴۵   | ۷۴۷٬۰۳۵   | ۶۹۹٬۰۶۳   | ۶۶۹٬۸۳۹   | ۵۵۴٬۹۹۸   |
| ۱۷   | نامیانگجو           | گیونگگی                   | ۶۹۶٬۰۳۳   | ۶۲۹٬۰۶۱   | ۵۲۶٬۶۳۹   | ۴۲۴٬۴۴۶   | ۳۳۹٬۵۴۵   |
| ۱۸   | چونان               | چونگچونگ جنوبی            | ۶۸۲٬۱۹۹   | ۶۲۹٬۰۶۲   | ۵۶۵٬۲۰۱   | ۵۱۸٬۱۷۱   | ۴۱۵٬۸۱۸   |
| ۱۹   | جونجو               | جولا شمالی                | ۶۶۶٬۵۱۷   | ۶۵۸٬۱۷۲   | ۶۴۶٬۵۱۲   | ۶۲۲٬۰۹۲   | ۶۱۵٬۸۰۴   |
| ۲۰   | گیمهه               | گیونگسانگ جنوبی           | ۵۵۲٬۴۲۷   | ۵۳۴٬۱۲۴   | ۴۸۴٬۲۴۴   | ۴۲۸٬۸۹۳   | ۳۳۰٬۸۲۹   |
| ۲۱   | پیونگتک             | گیونگگی                   | ۵۴۲٬۵۲۲   | ۴۵۷٬۸۷۳   | ۳۸۱٬۷۳۱   | ۳۷۴٬۲۶۲   | ۳۴۲٬۸۰۶   |
| ۲۲   | آنیانگ              | گیونگگی                   | ۵۴۲٬۳۳۶   | ۵۸۵٬۱۷۷   | ۵۹۶٬۷۷۲   | ۶۰۹٬۸۸۶   | ۵۷۸٬۸۴۵   |
| ۲۳   | شیهونگ              | گیونگگی                   | ۵۳۵٬۱۴۷   | ۴۲۵٬۱۸۴   | ۳۹۳٬۲۹۳   | ۳۸۴٬۳۰۴   | ۳۰۴٬۲۶۰   |
| ۲۴   | پوهانگ              | گیونگسانگ شمالی           | ۵۰۱٬۱۰۹   | ۵۱۱٬۸۰۴   | ۵۰۸٬۷۳۶   | ۴۸۸٬۴۳۳   | ۵۱۵٬۱۸۷   |
| ۲۵   | ججو                 | استان ججو                 | ۴۹۲٬۳۰۶   | ۴۵۱٬۷۵۸   | ۳۹۸٬۶۷۷   | ۳۹۱٬۱۳۲   | ۳۶۶٬۸۰۹   |
| ۲۶   | اویجونگبو           | گیونگگی                   | ۴۴۹٬۵۷۲   | ۴۲۱٬۵۷۹   | ۴۱۵٬۱۷۰   | ۳۹۷٬۶۹۴   | ۳۵۴٬۴۲۲   |
| ۲۷   | گیمپو               | گیونگگی                   | ۴۷۴٬۵۴۶   | ۳۵۲٬۶۸۳   | ۲۱۷٬۲۸۰   | ۱۹۲٬۷۱۶   | ۱۴۸٬۵۷۶   |
| ۲۸   | پاجو                | گیونگگی                   | ۴۶۰٬۵۴۱   | ۴۱۵٬۳۴۵   | ۳۲۳٬۹۵۵   | ۲۳۹٬۸۲۳   | ۱۷۷٬۱۲۸   |
| ۲۹   | گومی                | گیونگ‌سانگ شمالی           | ۴۱۶٬۶۰۳   | ۴۲۱٬۰۷۵   | ۳۹۹٬۰۱۹   | ۳۸۱٬۵۸۳   | ۳۳۹٬۴۵۷   |
| ۳۰   | گوانگجو             | گیونگگی                   | ۳۸۵٬۱۴۱   | ۳۱۰٬۲۷۸   | ۲۲۴٬۲۶۹   | ۲۰۴٬۲۶۶   | ۱۲۴٬۷۸۹   |
| ۳۱   | سجونگ               | (شهر خودمختار ویژه)       | ۳۵۳٬۹۳۳   | ۲۰۴٬۰۸۸   | ۸۰٬۵۴۲    | ۸۰٬۳۸۹    | ۷۹٬۷۴۵    |
| ۳۲   | وون‌جو               | گانگوون                   | ۳۵۲٬۴۲۹   | ۳۳۰٬۸۵۴   | ۳۰۹٬۸۰۳   | ۲۸۳٬۵۸۳   | ۲۶۷٬۸۴۹   |
| ۳۳   | جینجو (کره جنوبی)   | گیونگسانگ جنوبی           | ۳۵۲٬۴۰۳   | ۳۴۹٬۷۸۸   | ۳۳۵٬۲۹۷   | ۳۳۶٬۳۵۵   | ۳۳۹٬۴۱۳   |
| ۳۴   | یانگ‌سان             | گیونگسانگ جنوبی           | ۳۵۱٬۲۰۶   | ۲۹۷٬۵۳۲   | ۲۴۹٬۵۲۹   | ۲۱۵٬۸۴۵   | ۱۹۱٬۱۴۷   |
| ۳۵   | آسان (کره جنوبی)    | چونگچونگ جنوبی            | ۳۴۰٬۵۱۸   | ۳۱۹٬۹۲۹   | ۲۷۲٬۲۸۲   | ۲۰۶٬۸۵۱   | ۱۷۹٬۹۰۰   |
| ۳۶   | گوانگ‌میونگ          | گیونگگی                   | ۲۹۸٬۱۱۶   | ۳۳۸٬۵۰۹   | ۳۲۶٬۴۱۸   | ۳۱۹٬۴۵۲   | ۳۳۳٬۵۹۶   |
| ۳۷   | ایکسان              | جولا شمالی                | ۲۸۵٬۳۱۲   | ۳۰۱٬۷۲۳   | ۲۹۴٬۴۷۹   | ۳۰۶٬۹۷۴   | ۳۲۲٬۶۳۶   |
| ۳۸   | چونچون              | گانگوون                   | ۲۸۴٬۶۴۵   | ۲۸۱٬۵۹۶   | ۲۷۴٬۲۲۰   | ۲۶۰٬۲۳۴   | ۲۵۲٬۱۷۷   |
| ۳۹   | گیونگ‌سان            | گیونگسانگ شمالی           | ۲۸۳٬۷۳۳   | ۲۷۸٬۵۰۰   | ۲۶۰٬۶۴۳   | ۲۴۰٬۳۷۱   | ۲۲۶٬۷۱۳   |
| ۴۰   | هانام               | گیونگگی                   | ۲۷۹٬۷۹۵   | ۱۵۴٬۸۳۸   | ۱۳۷٬۵۶۹   | ۱۲۱٬۶۴۶   | ۱۲۰٬۱۴۹   |
| ۴۱   | گانپو               | استان گیونگ‌گی             | ۲۷۵٬۵۷۱   | ۲۸۵٬۷۲۱   | ۲۷۴٬۱۹۸   | ۲۶۸٬۹۱۷   | ۲۶۲٬۵۹۳   |
| ۴۲   | سونچون (جولا جنوبی) | استان جولا جنوبی          | ۲۷۲٬۴۴۹   | ۲۶۵٬۳۹۰   | ۲۵۷٬۸۰۰   | ۲۶۱٬۵۱۹   | ۲۶۵٬۷۲۴   |
| ۴۳   | یوسو                | استان جولا جنوبی          | ۲۷۱٬۵۰۵   | ۲۷۳٬۷۶۱   | ۲۶۸٬۷۲۷   | ۲۷۷٬۴۲۰   | ۳۰۳٬۱۱۵   |
| ۴۴   | گونسان              | استان جولا شمالی          | ۲۶۹٬۰۲۳   | ۲۷۵٬۱۵۵   | ۲۵۸٬۸۴۵   | ۲۴۹٬۲۱۲   | ۲۷۲٬۱۲۹   |
| ۴۵   | گیونگجو             | استان گیونگ‌سانگ شمالی     | ۲۶۱٬۷۷۸   | ۲۶۲٬۳۱۰   | ۲۵۲٬۷۵۰   | ۲۶۶٬۱۳۱   | ۲۷۵٬۱۳۲   |
| ۴۶   | گوجه (شهر)          | استان گیونگ‌سانگ جنوبی     | ۲۴۶٬۹۶۵   | ۲۶۱٬۳۷۱   | ۲۲۵٬۰۱۴   | ۱۹۳٬۳۹۸   | ۱۶۷٬۲۳۱   |
| ۴۷   | اوسان               | استان گیونگ‌گی             | ۲۴۰٬۶۴۵   | ۲۱۳٬۸۴۰   | ۱۸۰٬۹۹۶   | ۱۳۱٬۷۹۲   | ۱۰۲٬۲۸۷   |
| ۴۸   | یانگجو              | استان گیونگ‌گی             | ۲۳۳٬۲۸۶   | ۲۰۵٬۹۸۸   | ۱۸۳٬۶۷۳   | ۱۴۹٬۹۳۱   | ۱۰۷٬۴۴۰   |
| ۴۹   | ایچئون              | استان گیونگ‌گی             | ۲۲۶٬۲۱۲   | ۲۰۹٬۰۰۳   | ۱۹۲٬۹۱۸   | ۱۸۷٬۵۱۴   | ۱۷۹٬۰۸۱   |
| ۵۰   | موکپو               | استان جولا جنوبی          | ۲۲۴٬۵۰۹   | ۲۳۹٬۵۲۴   | ۲۴۸٬۶۹۴   | ۲۴۴٬۵۴۳   | ۲۵۰٬۳۳۶   |
| ۵۱   | چونگجو (کره جنوبی)  | استان چونگچونگ شمالی      | ۲۱۸٬۴۱۲   | ۲۱۱٬۰۰۵   | ۲۰۱٬۳۶۱   | ۲۰۴٬۲۴۸   | ۲۱۷٬۵۱۰   |
| ۵۲   | گانگنونگ            | استان گانگوون (کره جنوبی) | ۲۱۶٬۵۴۲   | ۲۱۵٬۶۷۷   | ۲۱۷٬۴۸۱   | ۲۲۰٬۷۰۶   | ۲۲۷٬۸۵۶   |
| ۵۳   | آنسونگ (کره جنوبی)  | استان گیونگ‌گی             | ۲۰۳٬۰۳۰   | ۱۹۴٬۷۶۵   | ۱۷۵٬۸۲۴   | ۱۵۷٬۶۳۲   | ۱۳۲٬۹۰۶   |
| ۵۴   | گوری (کره جنوبی)    | استان گیونگ‌گی             | ۱۹۲٬۰۵۱   | ۱۸۰٬۰۶۳   | ۱۸۴٬۵۰۳   | ۱۸۶٬۹۵۴   | ۱۶۰٬۴۸۵   |
| ۵۵   | سوگویپو             | استان ججو                 | ۱۷۸٬۵۵۲   | ۱۵۳٬۸۶۱   | ۱۲۹٬۷۳۴   | ۱۳۹٬۵۵۴   | ۱۴۵٬۷۳۲   |
| ۵۶   | سوسان (شهر)         | استان چونگچونگ جنوبی      | ۱۷۶٬۳۷۹   | ۱۶۹٬۲۲۱   | ۱۵۵٬۰۸۲   | ۱۴۳٬۶۹۲   | ۱۴۲٬۹۷۲   |
| ۵۷   | تانگجین             | استان چونگچونگ جنوبی      | ۱۶۸٬۹۵۵   | ۱۶۳٬۷۶۲   | ۱۳۵٬۱۰۶   | ۱۱۲٬۲۶۷   | ۱۱۷٬۴۴۷   |
| ۵۸   | یی‌وانگ              | استان گیونگ‌گی             | ۱۶۰٬۲۳۰   | ۱۵۴٬۸۷۹   | ۱۴۳٬۳۷۸   | ۱۴۳٬۵۶۸   | ۱۱۷٬۵۹۴   |
| ۵۹   | آندونگ              | استان گیونگ‌سانگ شمالی     | ۱۵۹٬۴۱۲   | ۱۶۸٬۵۸۱   | ۱۶۵٬۳۹۹   | ۱۶۹٬۴۳۶   | ۱۸۱٬۹۷۴   |
| ۶۰   | پوچون               | استان گیونگ‌گی             | ۱۵۷٬۹۳۹   | ۱۶۳٬۳۸۸   | ۱۳۶٬۵۸۰   | ۱۳۹٬۴۷۲   | ۱۳۵٬۷۵۸   |
| ۶۱   | گوانگیانگ           | استان جولا جنوبی          | ۱۴۳٬۹۲۸   | ۱۴۴٬۴۱۴   | ۱۳۷٬۱۰۰   | ۱۳۵٬۵۸۳   | ۱۳۲٬۵۶۸   |
| ۶۲   | گیمچون              | استان گیونگ‌سانگ شمالی     | ۱۳۹٬۱۴۵   | ۱۳۷٬۵۴۰   | ۱۲۶٬۸۲۳   | ۱۳۵٬۱۶۶   | ۱۴۷٬۲۶۹   |
| ۶۳   | جه‌چون               | استان چونگچونگ شمالی      | ۱۳۴٬۷۶۸   | ۱۳۶٬۳۵۰   | ۱۳۳٬۶۲۶   | ۱۳۲٬۴۸۳   | ۱۴۳٬۵۳۷   |
| ۶۴   | تونگ‌یونگ            | استان گیونگ‌سانگ جنوبی     | ۱۲۷٬۹۸۴   | ۱۳۷٬۲۰۸   | ۱۲۷٬۸۹۶   | ۱۲۱٬۱۱۵   | ۱۲۳٬۷۴۷   |
| ۶۵   | ننسان               | استان چونگچونگ جنوبی      | ۱۱۹٬۷۰۷   | ۱۲۴٬۲۴۶   | ۱۱۷٬۶۸۶   | ۱۲۴٬۷۷۹   | ۱۳۷٬۴۵۲   |
| ۶۶   | یوجو (کره جنوبی)    | استان گیونگ‌گی             | ۱۱۳٬۳۵۲   | ۱۰۹٬۹۳۷   | ۱۰۰٬۰۵۲   | ۹۸٬۴۴۱    | ۹۷٬۴۱۲    |
| ۶۷   | Naju                | استان جولا جنوبی          | ۱۱۳٬۲۹۳   | ۹۲٬۵۸۲    | ۷۷٬۸۲۵    | ۸۶٬۸۲۳    | ۹۹٬۲۳۳    |
| ۶۸   | ساچون (کره جنوبی)   | استان گیونگ‌سانگ جنوبی     | ۱۱۱٬۱۸۴   | ۱۱۳٬۳۳۵   | ۱۰۶٬۱۷۵   | ۱۰۶٬۵۳۲   | ۱۱۰٬۹۱۲   |
| ۶۹   | گنگجو               | استان چونگچونگ جنوبی      | ۱۰۸٬۳۳۳   | ۱۱۳٬۵۴۲   | ۱۲۰٬۶۶۰   | ۱۲۶٬۴۸۴   | ۱۳۰٬۲۲۳   |
| ۷۰   | جونگوپ              | استان جولا شمالی          | ۱۰۶٬۷۰۶   | ۱۱۰٬۶۲۷   | ۱۰۹٬۴۵۸   | ۱۱۵٬۴۱۶   | ۱۲۸٬۸۹۲   |
| ۷۱   | یونگجو              | استان گیونگ‌سانگ شمالی     | ۱۰۳٬۸۱۸   | ۱۰۹٬۲۶۶   | ۱۰۸٬۲۶۸   | ۱۱۳٬۶۷۰   | ۱۲۶٬۴۱۵   |
| ۷۲   | میریانگ             | استان گیونگ‌سانگ جنوبی     | ۱۰۳٬۲۲۸   | ۱۰۳٬۰۶۹   | ۹۸٬۵۶۴    | ۱۰۵٬۶۵۱   | ۱۱۵٬۷۸۷   |
| ۷۳   | یونگچئون            | استان گیونگ‌سانگ شمالی     | ۱۰۰٬۳۵۳   | ۹۷٬۶۶۹    | ۹۴٬۳۵۰    | ۱۰۳٬۲۸۹   | ۱۱۰٬۹۱۸   |
| ۷۴   | بوریونگ             | استان چونگچونگ جنوبی      | ۹۹٬۰۸۸    | ۱۰۱٬۸۵۲   | ۹۷٬۰۹۱    | ۹۶٬۹۹۲    | ۱۰۹٬۴۲۳   |
| ۷۵   | سانگجو              | استان گیونگ‌سانگ شمالی     | ۹۵٬۴۷۳    | ۹۸٬۷۶۰    | ۹۷٬۵۵۹    | ۱۰۵٬۶۰۰   | ۱۱۶٬۳۶۵   |
| ۷۶   | دونگدوچون           | استان گیونگ‌گی             | ۹۵٬۲۳۹    | ۹۷٬۴۲۴    | ۹۰٬۴۳۳    | ۷۸٬۸۹۷    | ۷۲٬۳۶۶    |
| ۷۷   | دونگهه              | استان گانگوون (کره جنوبی) | ۸۷٬۸۰۱    | ۹۰٬۲۵۵    | ۹۰٬۳۲۱    | ۹۳٬۰۱۸    | ۹۶٬۲۸۰    |
| ۷۸   | سوکچو               | استان گانگوون (کره جنوبی) | ۸۰٬۰۵۴    | ۷۹٬۸۴۶    | ۸۰٬۵۰۵    | ۸۴٬۷۰۶    | ۸۷٬۸۸۰    |
| ۷۹   | Gimje               | استان جولا شمالی          | ۷۹٬۷۳۳    | ۸۴٬۲۶۹    | ۸۲٬۷۳۹    | ۹۰٬۳۷۶    | ۱۰۲٬۴۲۸   |
| ۸۰   | ناموون              | استان جولا شمالی          | ۷۸٬۰۹۷    | ۸۰٬۴۹۹    | ۷۸٬۴۲۵    | ۸۵٬۸۲۸    | ۹۴٬۸۱۰    |
| ۸۱   | مون‌گیونگ            | استان گیونگ‌سانگ شمالی     | ۶۸٬۲۱۲    | ۷۱٬۸۶۳    | ۶۸٬۶۹۲    | ۷۰٬۸۱۳    | ۹۰٬۷۷۸    |
| ۸۲   | سامچوک              | استان گانگوون (کره جنوبی) | ۶۵٬۹۳۹    | ۶۹٬۵۰۹    | ۶۷٬۱۳۱    | ۶۷٬۹۵۷    | ۷۵٬۵۹۲    |
| ۸۳   | گواچئون             | استان گیونگ‌گی             | ۵۸٬۰۱۸    | ۶۴٬۸۱۷    | ۶۶٬۳۱۹    | ۵۶٬۵۸۷    | ۶۶٬۵۹۲    |
| ۸۴   | ته‌بک                | استان گانگوون (کره جنوبی) | ۴۱٬۴۹۴    | ۴۶٬۷۱۵    | ۵۱٬۴۰۰    | ۵۵٬۲۴۱    | ۵۴٬۱۶۴    |
| ۸۵   | گیریونگ             | استان چونگچونگ جنوبی      | ۴۰٬۸۵۴    | ۳۹٬۲۴۳    | ۴۱٬۳۹۵    | ۳۱٬۶۴۶    | ۲۷٬۱۰۴    |

## شهرهای تغییر نام داده شده
| پیشین         | هانگول   | هانجا    | پسین      | هانگول     | هانجا      | تاریخ تغییر نام |
| ------------- | -------- | -------- | --------- | ---------- | ---------- | --------------- |
| چونگمو        | 충무시   | 忠武市   | تونگیونگ  | 통영시     | 統營市     | ۱۹۹۵/۰۱/۰۱      |
| ته‌چون         | 대천시   | 大川市   | بوریونگ   | 보령시     | 保寧市     | ۱۹۹۵/۰۱/۰۱      |
| تونگگوانگیانگ | 동광양시 | 東光陽市 | گوانگیانگ | 광양시     | 光陽市     | ۱۹۹۵/۰۱/۰۱      |
| گومسونگ       | 금성시   | 錦城市   | ناجو      | 나주시     | 羅州市     | ۱۹۸۶/۰۱/۰۱      |
| گیونگسونگ     | 경성부   | 京城府   | سئول      | 서울특별시 | 서울特別市 | ۱۹۴۹/۰۸/۱۵      |
| ایری          | 이리시   | 裡里市   | ایکسان    | 익산시     | 益山市     | ۱۹۹۵/۰۱/۰۱      |
| جانگسونگپو    | 장승포시 | 長承浦市 | گوجه      | 거제시     | 巨濟市     | ۱۹۹۵/۰۱/۰۱      |
| جومچون        | 점촌시   | 店村市   | مونگیونگ  | 문경시     | 聞慶市     | ۱۹۹۵/۰۱/۰۱      |
| جونگجو        | 정주시   | 井州市   | جونگوپ    | 정읍시     | 井邑市     | ۱۹۹۵/۰۱/۰۱      |
| می‌گوم         | 미금시   | 渼金市   | نامیانگجو | 남양주시   | 南楊州市   | ۱۹۹۵/۰۱/۰۱      |
| اونیانگ       | 온양시   | 溫陽市   | آسان      | 아산시     | 牙山市     | ۱۹۹۵/۰۱/۰۱      |
| سامچونپو      | 삼천포시 | 三千浦市 | ساچون     | 사천시     | 泗川市     | ۱۹۹۵/۰۱/۰۱      |

## شهرهای منحل شده
| شهر      | هانگول | هانجا  | بنیانگذاری | انحلال     | ادغام شده                                                                             |
| -------- | ------ | ------ | ---------- | ---------- | ------------------------------------------------------------------------------------- |
| بوسان    | 부산부 | 釜山府 | ۱۹۱۴/۰۳/۰۱ | ۱۹۴۹/۰۸/۱۵ | به شهر ارتقا یافت(کره‌ای: 시; هانجا: 市)                                               |
| بوسان    | 부산시 | 釜山市 | ۱۹۴۹/۰۸/۱۵ | ۱۹۶۳/۰۱/۰۱ | به یک شهر با مدیریت مستقیم ارتقا یافت و در سال ۱۹۹۵/۰۱/۰۱ به یک شهر کلان‌شهری تبدیل شد |
| چُنگجو    | 청주부 | 淸州府 | ۱۹۴۶/۰۶/۰۱ | ۱۹۴۹/۰۸/۱۵ | به شهر ارتقا یافت (کره‌ای: 시; هانجا: 市)                                              |
| چونچون   | 춘천부 | 春川府 | ۱۹۴۶/۰۶/۰۱ | ۱۹۴۹/۰۸/۱۵ | به شهر ارتقا یافت (کره‌ای: 시; هانجا: 市)                                              |
| ته‌گو     | 대구부 | 大邱府 | ۱۹۱۴/۰۳/۰۱ | ۱۹۴۹/۰۸/۱۵ | به شهر ارتقا یافت (کره‌ای: 시; هانجا: 市)                                              |
| ته‌گو     | 대구시 | 大邱市 | ۱۹۴۹/۰۸/۱۵ | ۱۹۸۱/۰۷/۰۱ | به یک شهر با مدیریت مستقیم ارتقا یافت و در سال ۱۹۹۵/۰۱/۰۱ به یک شهر کلان‌شهری تبدیل شد |
| ته‌جون    | 대전부 | 大田府 | ۱۹۳۵/۱۰/۰۱ | ۱۹۴۹/۰۸/۱۵ | به شهر ارتقا یافت (کره‌ای: 시; هانجا: 市)                                              |
| ته‌جون    | 대전시 | 大田市 | ۱۹۴۹/۰۸/۱۵ | ۱۹۸۹/۰۱/۰۱ | در تاریخ ۱۹۹۵/۰۱/۰۱ به یک شهر با مدیریت مستقیم ارتقا یافت و به یک کلان‌شهر تبدیل شد.   |
| گونسان   | 군산부 | 群山府 | ۱۹۱۴/۰۳/۰۱ | ۱۹۴۹/۰۸/۱۵ | به شهر ارتقا یافت (کره‌ای: 시; هانجا: 市)                                              |
| گوانگجو  | 광주부 | 光州府 | ۱۹۳۵/۱۰/۰۱ | ۱۹۴۹/۰۸/۱۵ | به شهر ارتقا یافت (کره‌ای: 시; هانجا: 市)                                              |
| گوانگجو  | 광주시 | 光州市 | ۱۹۴۹/۰۸/۱۵ | ۱۹۸۶/۱۱/۰۱ | در تاریخ ۱۹۹۵/۰۱/۰۱ به یک شهر با مدیریت مستقیم ارتقا یافت و به یک کلان‌شهر تبدیل شد.   |
| کیجو     | 경성부 | 京城府 | ۱۹۱۴/۰۳/۰۱ | ۱۹۴۶/۰۸/۱۶ | به یک شهر مستقل ویژه ارتقا یافت و در ۱۵/۰۸/۱۹۴۹ به یک شهر ویژه تبدیل شد               |
| اینچون   | 인천부 | 仁川府 | ۱۹۱۴/۰۳/۰۱ | ۱۹۴۹/۰۸/۱۵ | به شهر ارتقا یافت (کره‌ای: 시; هانجا: 市)                                              |
| اینچون   | 인천시 | 仁川市 | ۱۹۴۹/۰۸/۱۵ | ۱۹۸۱/۰۷/۰۱ | در تاریخ ۱۹۹۵/۰۱/۰۱ به یک شهر با مدیریت مستقیم ارتقا یافت و به یک کلان‌شهر تبدیل شد.   |
| ایری     | 이리부 | 裡里府 | ۱۹۴۷/۰۲/۲۳ | ۱۹۴۹/۰۸/۱۵ | به شهر ارتقا یافت (کره‌ای: 시; هانجا: 市)                                              |
| جونجو    | 전주부 | 全州府 | ۱۹۳۵/۱۰/۰۱ | ۱۹۴۹/۰۸/۱۵ | به شهر ارتقا یافت (کره‌ای: 시; هانجا: 市)                                              |
| جینهه    | 진해시 | 鎭海市 | ۱۹۵۵/۰۹/۰۱ | ۲۰۱۰/۰۷/۰۱ | در چانگوون ادغام شد                                                                   |
| جینجو    | 진주부 | 晋州府 | ۱۹۳۹/۱۰/۰۱ | ۱۹۴۹/۰۸/۱۵ | به شهر ارتقا یافت (کره‌ای: 시; هانجا: 市)                                              |
| ماسان    | 마산부 | 馬山府 | ۱۹۱۴/۰۳/۰۱ | ۱۹۴۹/۰۸/۱۵ | به شهر ارتقا یافت (کره‌ای: 시; هانجا: 市)                                              |
| ماسان    | 마산시 | 馬山市 | ۱۹۴۹/۰۸/۱۵ | ۲۰۱۰/۰۷/۰۱ | در چانگوون ادغام شد                                                                   |
| موکپو    | 목포부 | 木浦府 | ۱۹۱۴/۰۳/۰۱ | ۱۹۴۹/۰۸/۱۵ | به شهر ارتقا یافت (کره‌ای: 시; هانجا: 市)                                              |
| سونگجونگ | 송정시 | 松汀市 | ۱۹۸۶/۱۱/۰۱ | ۱۹۸۸/۰۱/۰۱ | در گوانگجو ادغام شد                                                                   |
| سونگتان  | 송탄시 | 松炭市 | ۱۹۸۱/۰۷۰۱  | ۱۹۹۵/۰۵/۱۰ | در پیونگتک ادغام شد                                                                   |
| اولسان   | 울산시 | 蔚山市 | ۱۹۶۲/۰۶/۰۱ | ۱۹۹۷/۰۷/۱۵ | به یک کلان‌شهر ارتقا یافت                                                              |
| یونچون   | 여천시 | 麗川市 | ۱۹۸۶/۰۱/۰۱ | ۱۹۹۸/۰۴/۰۱ | در یوسو ادغام شد                                                                      |

## شهرهای مورد ادعا
| شهر       | هانگول   | هانجا    | استان          | بنیانگذاری |
| --------- | -------- | -------- | -------------- | ---------- |
| چونگجین   | 청진시   | 淸津市   | هامگیونگ شمالی | ۱۹۴۹/۰۵/۲۳ |
| گه‌سونگ    | 개성시   | 開城市   | گیونگگی*       | ۱۹۴۹/۰۵/۲۳ |
| هه‌جو      | 해주시   | 海州市   | هوانگهه        | ۱۹۴۹/۰۵/۲۳ |
| هامهونگ   | 함흥시   | 咸興市   | هامگیونگ جنوبی | ۱۹۴۹/۰۵/۲۳ |
| هونگنام   | 흥남시   | 興南市   | هامگیونگ جنوبی | ۱۹۴۹/۰۵/۲۳ |
| جینامپو   | 진남포시 | 鎭南浦市 | پیونگان جنوبی  | ۱۹۴۹/۰۵/۲۳ |
| ناجین     | 나진시   | 羅津市   | هامگیونگ شمالی | ۱۹۴۹/۰۵/۲۳ |
| پیونگ‌یانگ | 평양시   | 平壤市   | پیونگان جنوبی  | ۱۹۴۹/۰۵/۲۳ |
| ساریوون   | 사리원시 | 沙里院市 | هوانگهه        | ۱۹۴۹/۰۵/۲۳ |
| سونگجین   | 성진시   | 城津市   | هامگیونگ شمالی | ۱۹۴۹/۰۵/۲۳ |
| شینویجو   | 신의주시 | 新義州市 | پیونگان شمالی  | ۱۹۴۹/۰۵/۲۳ |
| سونگنیم   | 송림시   | 松林市   | هوانگهه        | ۱۹۴۹/۰۵/۲۳ |
| ونسان     | 원산시   | 元山市   | هامگیونگ جنوبی | ۱۹۴۹/۰۵/۲۳ |

## نگارخانه

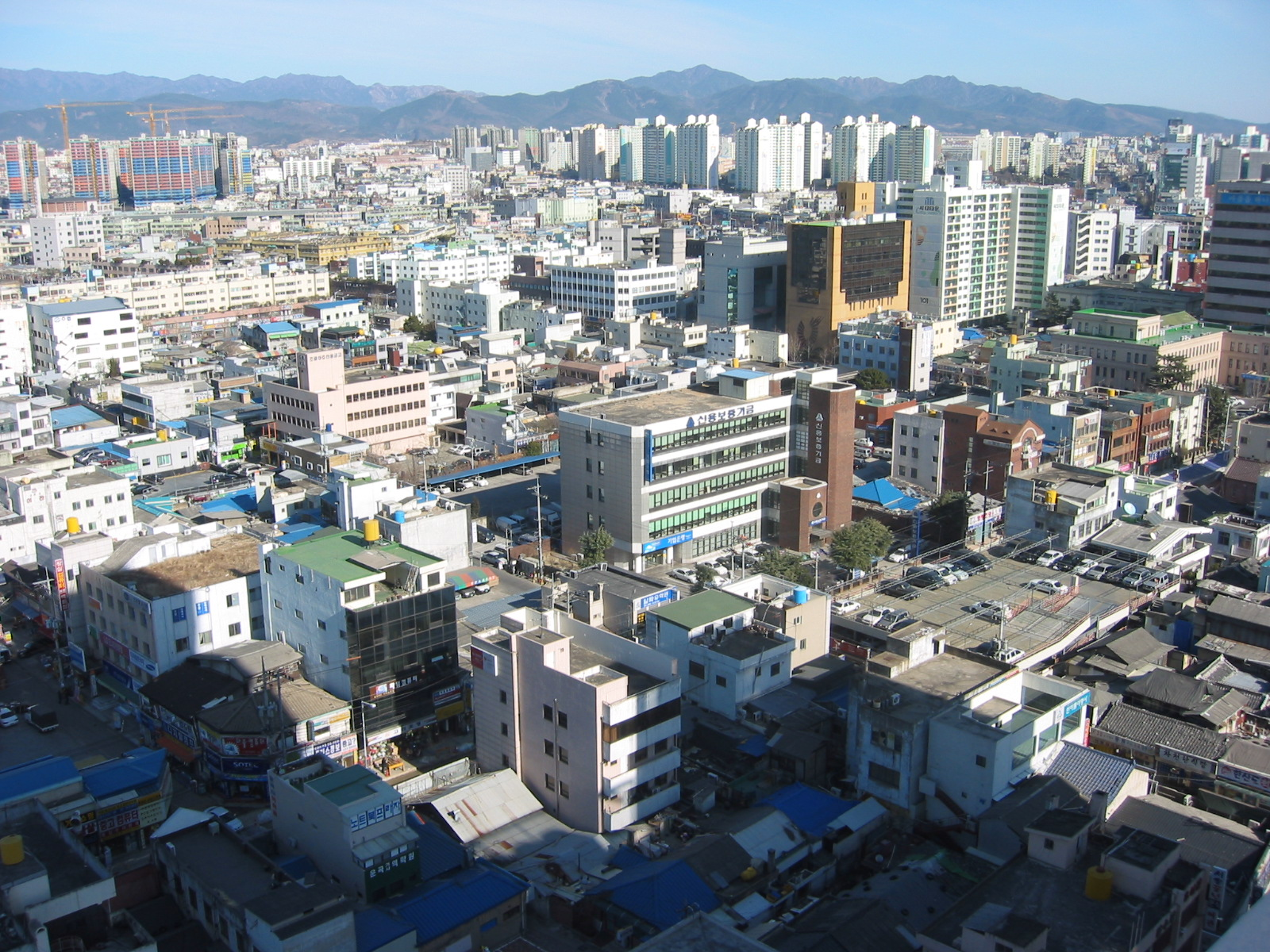
ته‌گو
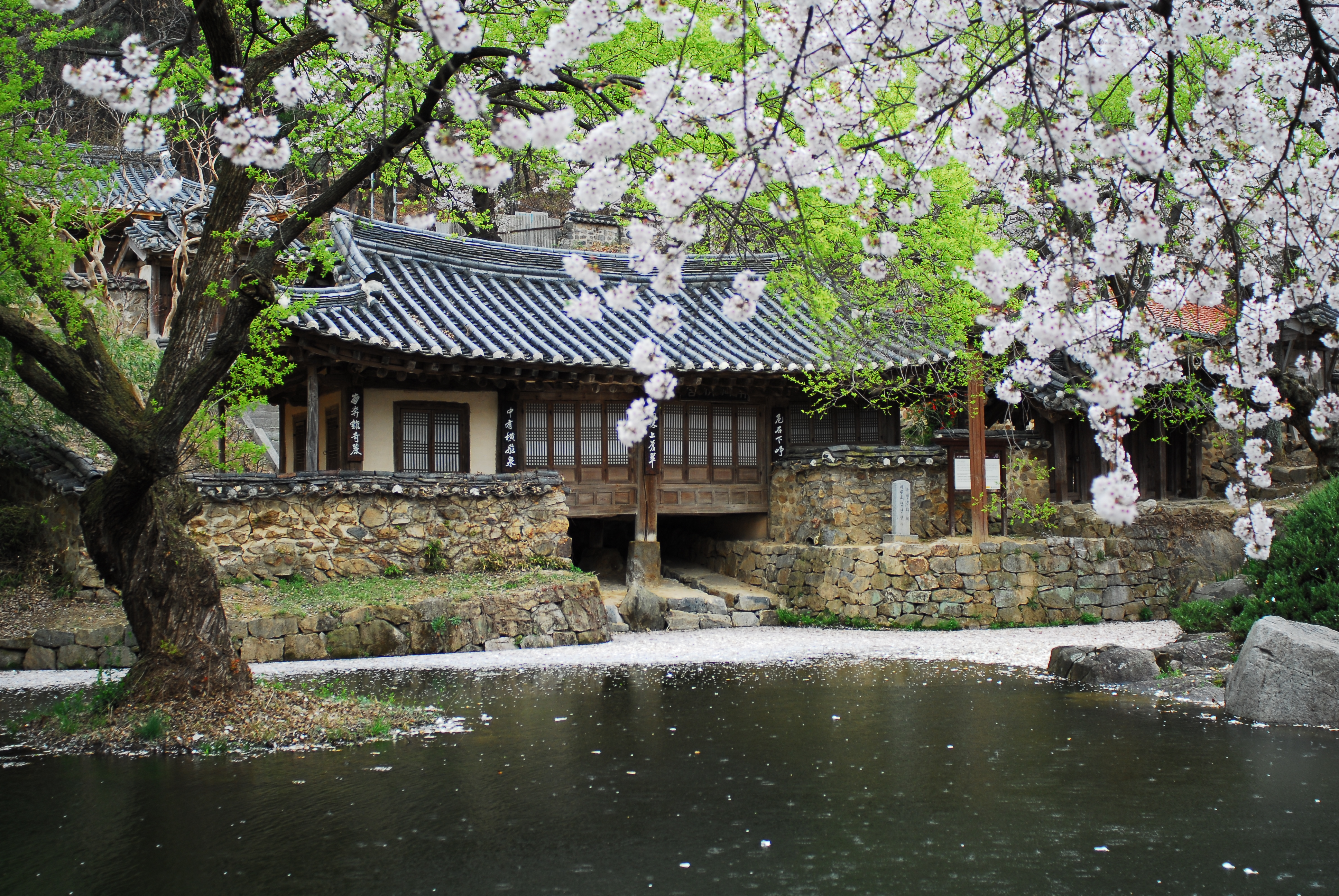
ته‌جون
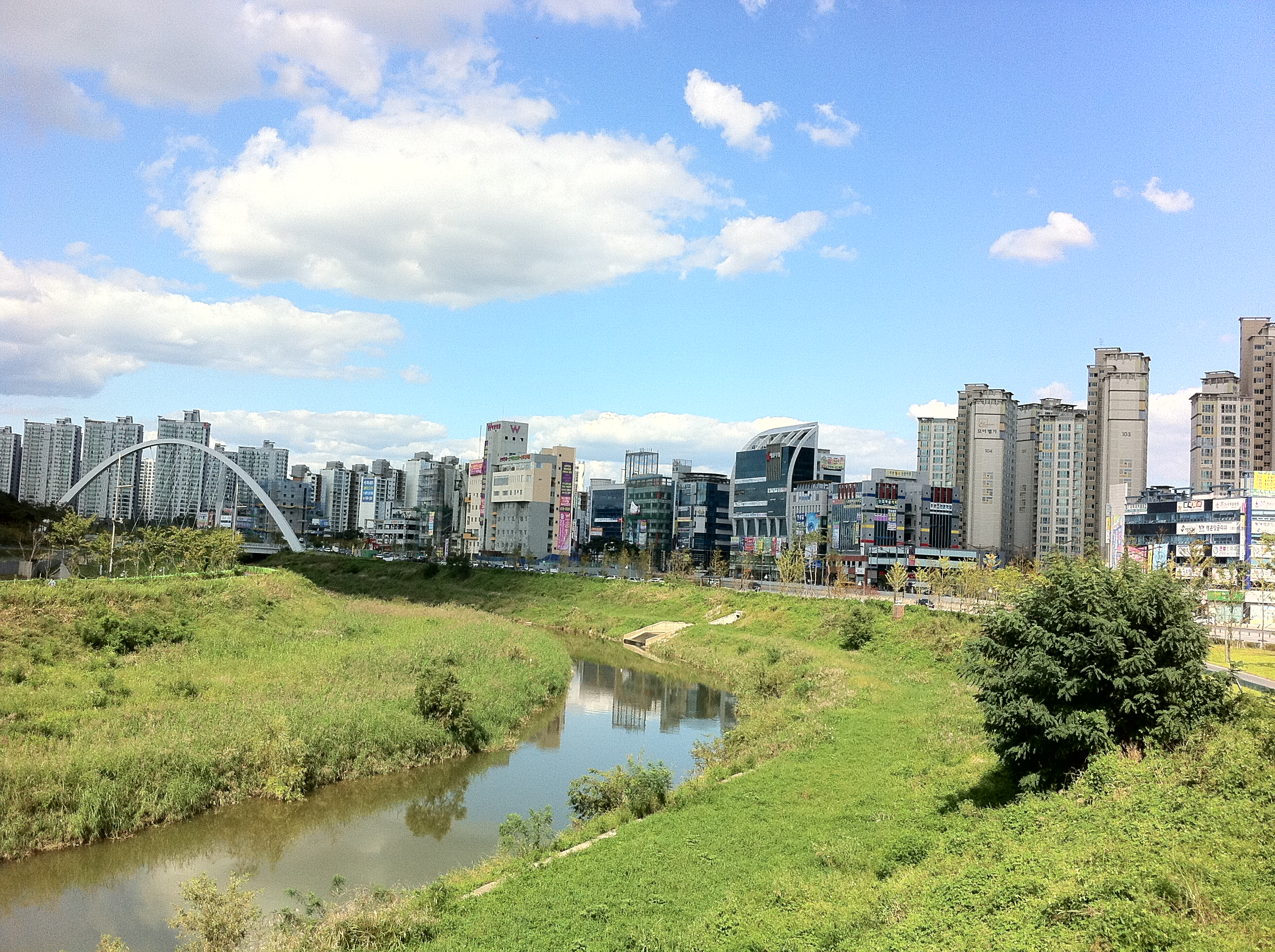
گوانگجو
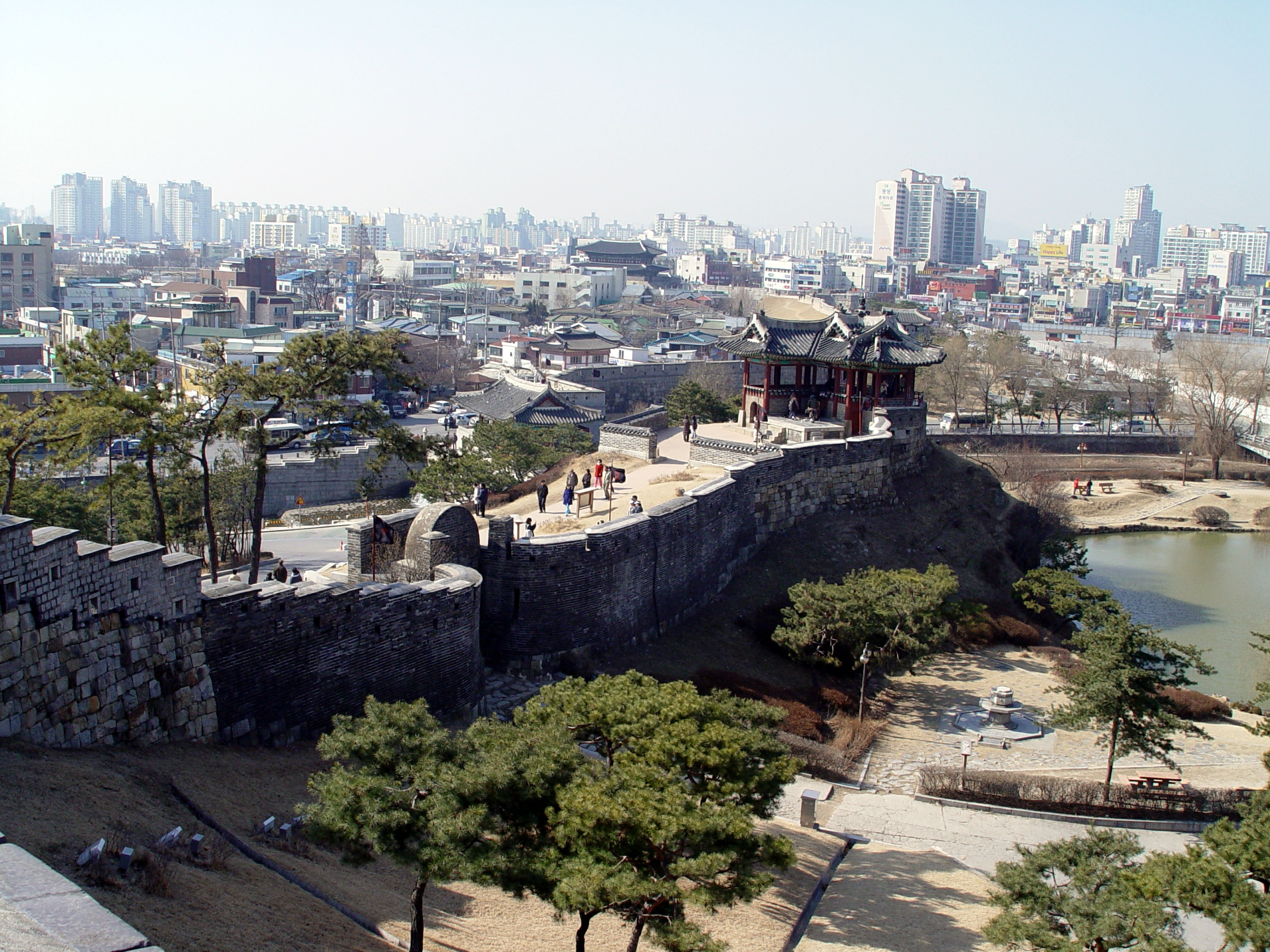
سوون
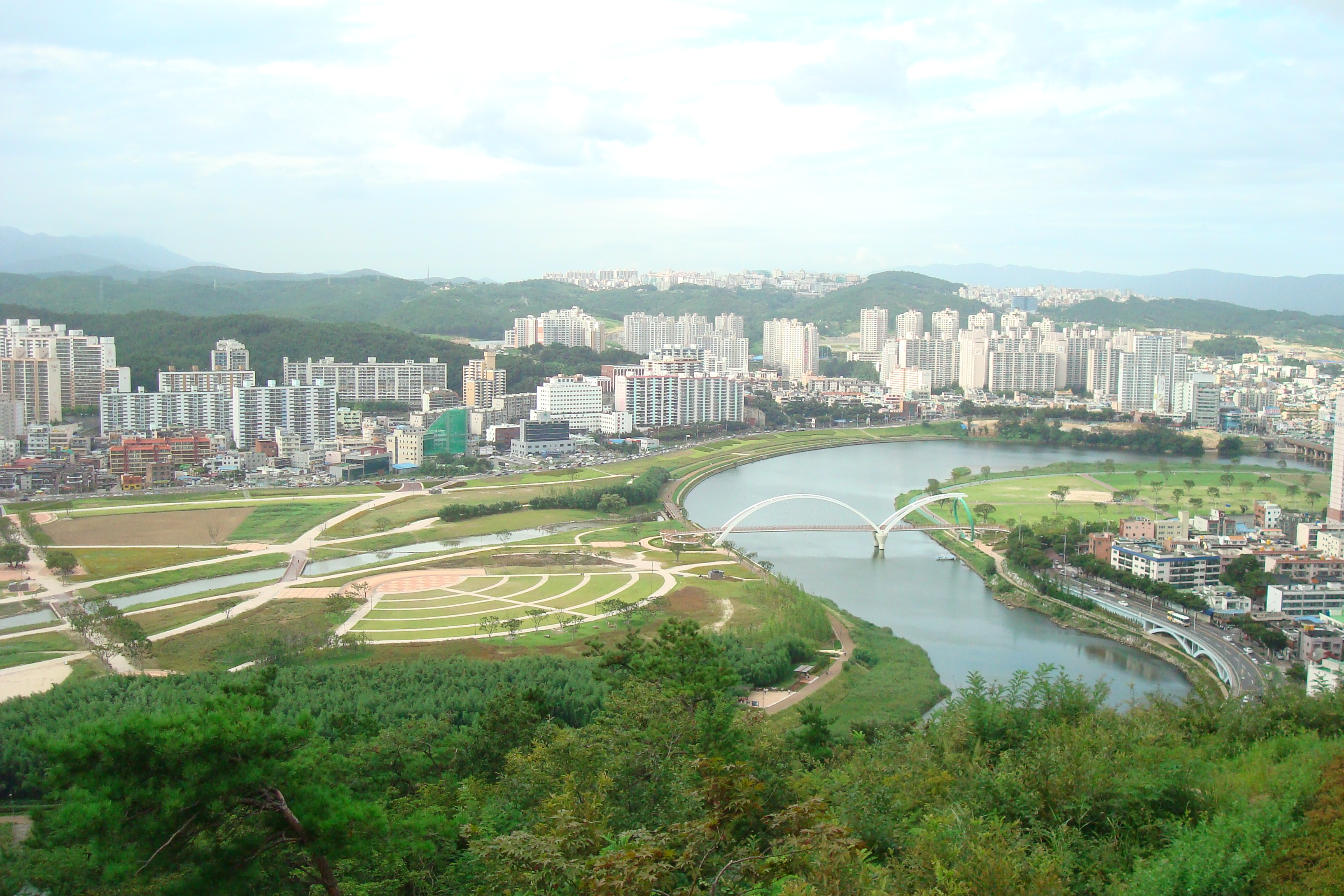
اولسان
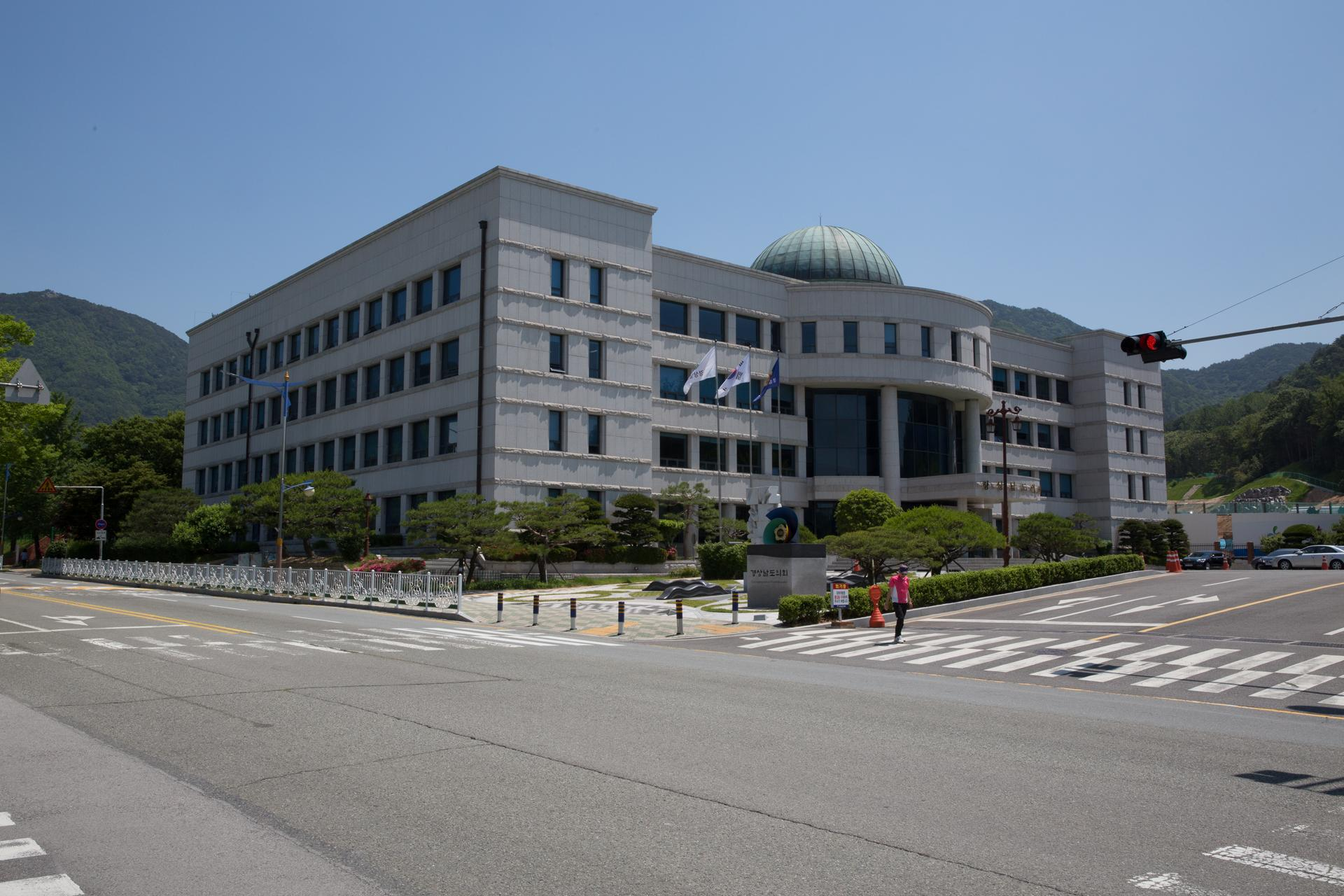
چانگوون
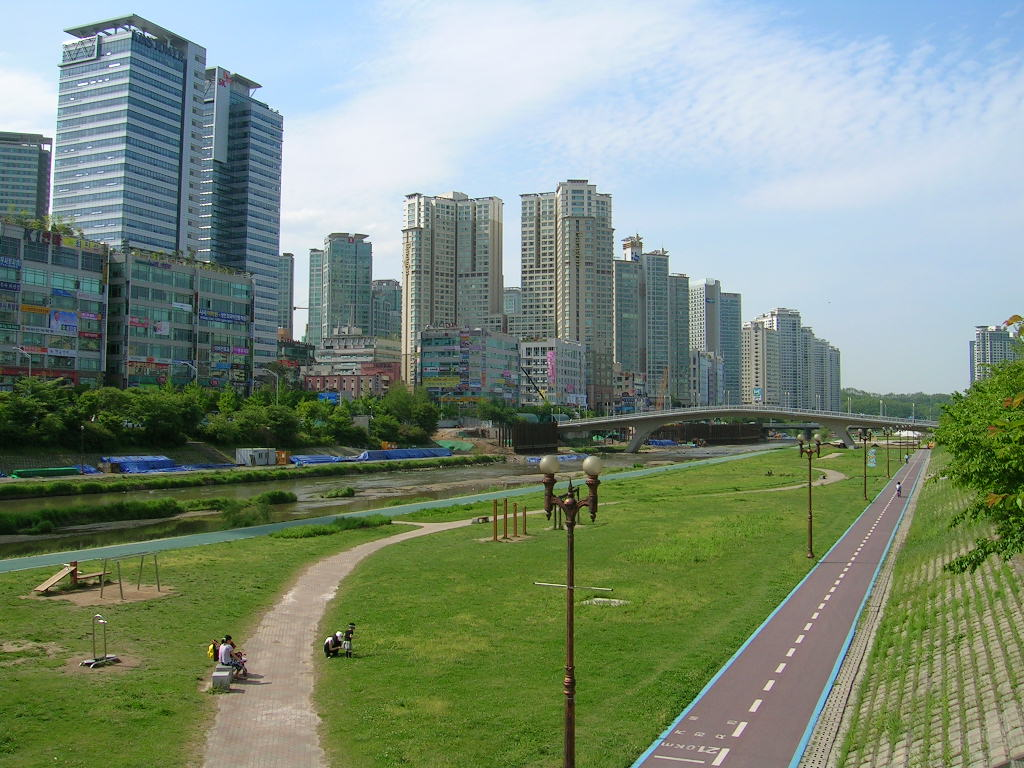
سونگنام